# Evgenij Ellinovič Svešnikov
Evgenij Ėllinovič Svešnikov (in russo Евгений Эллинович Свешников?; in lettone: Jevgeņijs Svešņikovs; Čeljabinsk, 11 febbraio 1950 – 18 agosto 2021) è stato uno scacchista russo, fino al 1992 sovietico, grande maestro.

## Biografia
Scacchista famoso per aver elaborato la difesa siciliana, variante Svešnikov, notevoli anche i suoi studi sulla variante Alapin della stessa apertura.
Dopo aver ottenuto il titolo di maestro internazionale nel 1975, due anni dopo viene promosso a grande maestro.
In origine era un giocatore sovietico, poi russo, per un certo periodo lettone e infine nuovamente russo.
Ha partecipato con la Lettonia alle olimpiadi di Calvià 2004, Torino 2006, Dresda 2008, Chanty-Mansijsk 2010, con il risultato complessivo di (+15 =20 –6).
Ha ottenuto il proprio record Elo nel gennaio del 1994 con 2610 punti, 43º al mondo e 11º tra i russi.

## Principali risultati
- 1974    = 1º nel torneo di Děčín.
- 1976    = 1º con Leŭ Paluhaeŭski a Soči
- 1977    Medaglia d'oro individuale e di squadra nel campionato europeo a squadre di Mosca. 
            1º al torneo di Le Havre.
- 1979    1º al torneo di Cienfuegos. = 2º con Juchym Heller a Novi Sad dietro a Florin Gheorghiu.
- 1981    = 3º nel torneo di Wijk aan Zee.
- 1983    = 1º nel campionato di Mosca
- 2000    2º al "Memorial Crespi" di Milano (dopo Sinisa Drazić)
- 2003    ha vinto il campionato della Lettonia.
- 2017    Campione del mondo over 65 nell'edizione di Acqui Terme.[5]